# Acuera
Acuera era el nom d'una ciutat i una província o regió al centre de Florida durant els segles xvi i xvii. Els habitants d'Acuera parlaven un dialecte de la llengua timucua. La ciutat va ser atacada per soldats de l'expedició d'Hernando de Soto en 1539, i era coneguda pels francesos en el seu breu mandat (1564-1565) al nord de Florida. Acuera va quedar sota influència espanyola a la fi del segle xvi, i es van establir dues o tres missions espanyoles a la província Acuera al segle xvii.

## Situació
Milanich i Hudson, sobre la base de les distàncies entre ciutats registrades pels espanyols, localitzaren el poble d'Acuera prop del llac Weir i Lake Griffin, prop de la capçalera del riu Oklawaha, un afluent del riu St. Johns. Un mapa elaborat per Jacques Le Moyne, que formava part de l'intent francès de colonitzar la Florida a Fort Caroline, mostra una ciutat anomenada Aquouena (Acuera?) a l'est d'Eloquale (Ocale), en un afluent del riu St Johns. Els francesos també va registrar que un cap anomenat Acquera era un vassall del cap Utina. Es va informar que les missions del segle xvii de San Luis de Acuera i Santa Lucia de Acuera estaven a distàncies de San Agustín que són consistents amb les missions que es trobaven a prop del riu Oklawaha i del llac Weir. En 1836 el llac Weir va aparèixer en un mapa com "Lake Ware", i Milanich i Hudson especularen que "Ware" era derivat d'"Acuera". Boyer ha identificat un jaciment arqueològic una mica al nord de Llac Weir com a probable emplaçament de la ciutat d'Acuera. El territori ocupat pel poble Acuera en temps històrics era part de la cultura St. Johns, que es caracteritza per la presència d'abocadors de cloïsses, túmul, i ceràmica "calcària" feta amb espícules d'esponja com estreps, de vegades decorats amb registres estampats.

## Llengua
"Santa Lucia de Acuera" era un dels nou o deu dialectes de la llengua timucua anomenades pel missioner franciscà Francisco Pareja a principis del segle xvii. Pareja va considerar els dialectes de Santa Lucia de Acuera i Tucururu (que podien haver estat contigus Acuera) com els més divergents del que ell considerava el dialecte estàndard, el Mocama.

## Organització política
La província d'Acuera pot haver consistit en diversos petits cacicats, incloent Avino, Eloquale i Acuera. Utiaca podria haver estat sota el cap d'Avino, mentre que Piliuco, i possiblement Mocoso, eren pobles sota el cap d'Acuera. Tucuru podria haver estat sota Avino, o podria haver estat independent. Els "cacics" (caps) de Tucuru i Eloquale visitaren San Agustín abans que la cacica (dona cap) d'Acuera. Eloquale, una ciutat a la vora del riu Oklawaha, pot haver estat una nova ubicació per a la ciutat d'Ocale, que estava prop del riu Withlacoochee quan l'expedició de Soto s'hi aturà dues setmanes en 1539. Ocale també va ser anomenada Cale i Etocale pels cronistes de l'expedició de Soto. La ciutat de Mocoso també podria haver estat traslladada a la província d'Acuera de la badia de Tampa després que l'expedició de De Soto s'hi va quedar en 1539.

## Contacte europeu

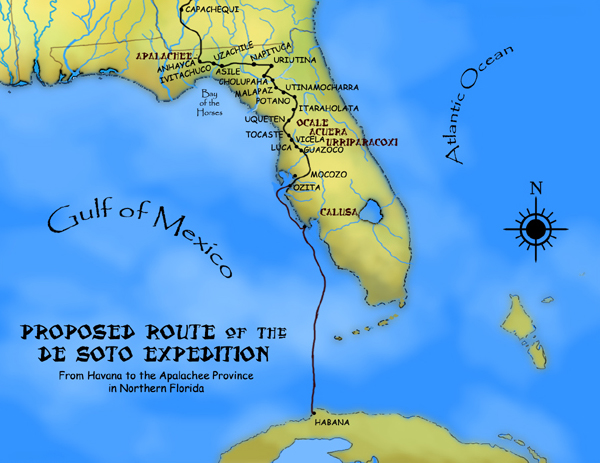
Ruta de l'Expedició de De Soto.

En 1539 Hernando de Soto va desembarcar a la badia de Tampa amb més de 600 homes i 200 cavalls. L'expedició era destinada a viure de la terra, prenent els aliments emmagatzemats als pobles al llarg del seu camí. De Soto va rebre un informe d'una gran ciutat anomenada Acuera, de la que es deia que tenia blat de moro abundandant. Les principals forces de De Soto es van traslladar al nord de la badia de Tampa a Ocale, on es van detenir durant dues setmanes. Mentre era a Ocale de Soto va enviar soldats en dues ocasions per apoderar-se de blat de moro d'Acuera. Acuera va resistir fortament les incursions espanyoles. Garcilaso de la Vega, conegut com El Inca, en la seva romàntica i una mica menys fiable història de l'expedició de Soto, retrata els Acuera com guerrers orgullosos i ferotges.
Amb l'establiment de Fort Caroline en 1564 pels hugonots francesos, prop de la desembocadura del riu St Johns, els Acuera, juntament amb la majoria dels altres parlants timucua, va entrar en contacte continu amb els europeus. Els espanyols van expulsar els francesos de la Florida el següent any i van establir San Agustín. Durant aquest període, el cacicat Acuera va estar subjecte o associat al cacicat Utina, però es va independitzar d'Utina quan va declinar el seu poder. La cacica (cap) d'Acuera va anar a San Agustín el 1597 per retre obediència a Espanya. La majoria dels altres cacicats timucua també ho havien fet en aquell moment, i havien demanat l'enviament de missioners a les seves províncies. No obstant això es va produir una revolta a Guale poc abans de la submissió d'Acuera a Espanya i va resultar que gairebé tots els missioners es retiraren de la Florida espanyola. Acuera va enviar obrers a San Agustín durant el període comprès entre 1597-1602. Habitants d'Acuera també anaven a San Agustín per comerciar pells de cérvol, castanyes, i olles.

## Missions

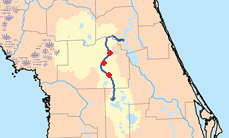
Els punts vermells marquen els jaciments arqueològics al riu Oklawaha que poden haver estat les missions Acuera.

La missió de San Blas de Habino havia estat establerta en 1612 per servir als pobles d'Avino, Tucuru i Utiaca, que estaven a la part baixa del riu Oklawaha, a intervals d'una i mitja a dues llegües. Els espanyols podrien haver considerat aquesta àrea com a part de la província Acuera o Avino podria haver estat un nom alternatiu per Acuera. La missió de San Blas de Habino probablement va ser abandonada a la fi dels anys 1620. La missió de Santa Lucía de Acuera va ser establerta per 1627, quan el Pare Pareja nomenà un dels dialectes de la llengua timucua per a la missió. La missió de San Luis de Eloquale va aparèixer en un informe espanyol en 1630. Ambdues missions podien haver estat establertes per 1616. No hi apareixen missions en els registres espanyols de la província d'Acuera després de 1655. A la fi dels anys 1620 els espanyols reassentaren la gent d'Utiaca en la missió de San Diego de Helaca (o Laca) al costat oriental del riu St Johns, on la ruta des de San Agustín a les missions timucua occidentals creua el riu. Probablement allí els necessitaven per travessar el riu, ja que els habitants originals, els Agua Dulce, es van reduir considerablement en nombre. Les epidèmies van afectar greument les comunitats missioneres timucua en la dècada de 1650, i la revolta timucua de 1656 va portar als espanyols a consolidar les missions més a prop de la carretera que unia San Agustín amb la Província Apalachee. Els intents de mantenir les missions de la província d'Acuera probablement s'atuaren després de 1656. Les comunitats no cristianes Acuera són mencionades en els registres espanyols en la dècada de 1690. Un home no cristià Acuera va ser jutjat pel Governador de la Florida en 1678 per assassinats múltiples (va ser acusat de sis, i va admetre en la cort tres). Els Acuera van aparèixer per última vegada en els registres espanyols en 1697, en un informe que els (no cristians) Acueras vivien en un poble amb Ayapajas sota un sol cap que havia deixat el poble per "viure al bosc".
Les persones que viuen als pobles de missió al llarg de la carretera entre San Agustín i les províncies Timucua occidentals, i més tard, la província d'Apalache, estaven subjectes la servitud de treball, tant per transportar productes des de les províncies Timucua occidental i Apalache a San Agustín, i per treballar a San Agustín. Els residents d'aquestes aldees, escapant dels deures laborals, van fugir cap al sud a les províncies Acuera, Agua Dulce i Mayaca (per la dècada de 1640 els espanyols referien a les províncies com un grup com a Diminiyuti o Província Ibiniyuti [ibiniuti era un terme timucua per "terra d'aigua "]). El 1648, el cacic dels Utiaca va fugir amb part del seu poble de San Diego de Helaca i va tornar a la província Acuera.

## Obres citades
- Boyer, Willet A., III «Missions to the Acuera: An Analysis of the Historic and Archaeological Evidence for European Interaction With a Timucuan Chiefdom». The Florida Anthropologist, 62, 1-2, 2009, pàg. 45–56. ISSN: 0015-3893 [Consulta: 3 juliol 2012].
- Boyer, Willet A., III. The Acuera of the Oklawaha River Valley: Keepers of Time in the Land of the Waters.  University of Florida, 2010 [Consulta: 4 juliol 2012]. Arxivat 20 August 2018[Date mismatch] a Wayback Machine.
- Hann, John H. A History of the Timucua Indians and Missions.  Gainesville, Florida: University Press of Florida, 1996. ISBN 0-8130-1424-7.
- Hann, John H. Indians of Central and South Florida 1513-1763.  Gainesville, Florida: University Press of Florida, 2003. ISBN 0-8130-2645-8.
- Milanich, Jerald T., Charles Hudson. Hernando de Soto and the Indians of Florida.  Gainesville, Florida: University Press of Florida, 1993. ISBN 0-8130-1170-1.
- Milanich, Jerald T. Florida Indians and the Invasion from Europe.  Gainesville, Florida: University Press of Florida, 1995. ISBN 0-8130-1636-3.
- Oppermann, Michael «Searching for a mission». Ocala Star-Banner, 16-02-2009 [Consulta: 4 juliol 2012].
- Worth, John E. Timucuan Chiefdoms of Spanish Florida Volume 1 Assimilation.  Gainesville, Florida: University Press of Florida, 1998. ISBN 0-8130-1574-X.
- Worth, John E. Timucuan Chiefdoms of Spanish Florida Volume 2 Resistance and Destruction.  Gainesville, Florida: University Press of Florida, 1998. ISBN 0-8130-1575-8.